# Управління гнівом (фільм)
«Управління гнівом» (англ. Anger Management) — американська комедія режисера Пітера Сігала, що вийшла 2003 року. У головних ролях Адам Сендлер, Джек Ніколсон і Маріса Томей.
Сценаристом був Девід Дорфман, продюсерами — Беррі Бернарді та Джек Джарапуто. Вперше фільм продемонстрували 5 березня 2003 року у США. В Україні у кінопрокаті фільм не демонструвався.

## Сюжет
Дейв Бузнік, отримавши психологічну травму в дитинстві, відчуває дискомфорт, перебуваючи на публіці. Цей стрес накопичується і Дейв часом зривається на людях. Але він вважає себе цілком нормальним — ну з ким не буває.
Під час польоту Дейв втрачає самовладання, після того, як стюардеса зневажливо поводилася з ним. Внаслідок скандалу Дейва арештували і призначили курс реабілітації — управління гнівом.

## У ролях
| Актор             | Персонаж                                      | Роль                   |
| ----------------- | --------------------------------------------- | ---------------------- |
| Адам Сендлер      | Девід «Дейв» Бузнік англ. David "Dave" Buznik | секретар Френка        |
| Джек Ніколсон     | Бадді Райдел англ. Buddy Rydell               | терапевт               |
| Маріса Томей      | Лінда англ. Linda                             | дівчина Дейва          |
| Луїс Гузман       | Лу англ. Lou                                  |                        |
| Джонатан Лаґрен   | Нейт англ. Nate                               | біженець з Чечні       |
| Курт Фуллер       | Френк Гед англ. Frank Head                    | начальник Дейва        |
| Кріста Аллен      | Стейсі англ. Stacy                            |                        |
| Дженьюарі Джонс   | Джина англ. Gina                              |                        |
| Джон Туртурро     | Чак англ. Chuck                               |                        |
| Вуді Гаррельсон   | Галаксія / Гері англ. Galaxia / Gary          | трасвестит / охоронець |
| Джон Рейлі        | Арні Шенкман англ. Arnie Shankman             | старший монах          |
| Гізер Грем        | Кендра англ. Kendra                           |                        |
| Гаррі Дін Стентон |                                               | сліпий чоловік         |

## Сприйняття

### Критика
Фільм отримав змішано-позитивні відгуки: Rotten Tomatoes дав оцінку 43% на основі 189 відгуків від критиків (середня оцінка 5,1/10) і 60% від глядачів із середньою оцінкою 3,2/5 (744,231 голос). Загалом на сайті фільми має змішаний рейтинг, фільму зарахований «гнилий помідор» від кінокритиків, проте «попкорн» від глядачів, Internet Movie Database — 6,2/10 (147 839 голосів), Metacritic — 52/100 (38 відгуків критиків) і 6,2/10 від глядачів (131 голосу). Загалом на цьому ресурсі від критиків фільм отримав змішані відгуки, а від глядачів — позитивні.

### Касові збори
Під час показу у США, що розпочався 11 квітня 2003 року, протягом першого тижня фільм був показаний у 3,551 кінотеатрі і зібрав 42,220,847 $, що на той час дозволило йому зайняти 1 місце серед усіх прем'єр. Показ фільму протривав 133 дні (19 тижнів) і завершився 28 серпня 2003 року. За цей час фільм зібрав у прокаті у США 135,645,823   доларів США (за іншими даними 135,560,942 $), а у решті світу 60,100,000 $, тобто загалом 195,745,823 $ (за іншими даними 195,660,942 $) при бюджеті 75 млн $ (за іншими даними 56 млн $).

### Нагороди і номінації[10]
| Рік  | Нагорода             | Категорія                                                       | Номінант          | Результат |
| ---- | -------------------- | --------------------------------------------------------------- | ----------------- | --------- |
| 2003 | Teen Choice Awards   | Choice Movie Hissy Fit                                          | Адам Сендлер      | Перемога  |
| 2003 | Teen Choice Awards   | Вибір актора фільму — комедія                                   | Адам Сендлер      | Номінація |
| 2003 | Teen Choice Awards   | Вибір фільму — комедія                                          | стрічка           | Номінація |
| 2003 | Teen Choice Awards   | Choice Movie Hissy Fit                                          | Декж Ніколсон     | Номінація |
| 2004 | BMI Film & TV Awards | BMI Film Music Award                                            | Тедді Кастеллуччі | Перемога  |
| 2004 | MTV Movie Awards     | Найкращий камео                                                 | Джон Макінрой     | Номінація |
| 2004 | Young Artist Awards  | Нраще виконання у художньому фільмі — Підтримка молодої актриси | Мелісса Мітчелл   | Номінація |